# Giardino Gregor Mendel
Il giardino Gregor Mendel è un'area verde di Milano, sita nella zona settentrionale della città.
Dedicata allo scienziato Gregor Mendel, ha una superficie di 16 800 m², e non essendo recintata è sempre accessibile.
È stato realizzato sul terreno precedentemente adibito a eliporto della Elipadana, dismesso nel 1961, scalo di un singolare servizio di trasporto pubblico extraurbano gestito dal comune di Milano, con voli in elicottero, attivo dal 1959 al 1961. È ancora visibile come spiazzo cementato di forma circolare